# سرگی فدوروف
سرگی فدوروف (Серге́й Викторович Фёдоров؛ زادهٔ ۱۳ دسامبر ۱۹۶۹) بازیکن هاکی روی یخ اهل اتحاد جماهیر شوروی سوسیالیستی است.
وی همچنین برندهٔ جوایزی همچون جام استنلی و تالار افتخارات هاکی شده‌است.
از باشگاه‌هایی که در آن بازی کرده‌است می‌توان به آناهایم داکس اشاره کرد.